# Деревянки (Львовская область)
Деревянки (укр. Дерев'янки) — село в Золочевской городской общине Золочевского района Львовской области Украины.
Население по переписи 2001 года составляло 24 человека. Занимает площадь 0,091 км². Почтовый индекс — 80745. Телефонный код — 3265.